# فولاد مارایجینگ

درباره فولاذ مارایجینگ بیشتر بدانید

فولاد مارایجینگ از آلیاژهای مسی می‌باشد که به‌دلیل دارا بودن استحکام بالا بدون از دست دادن قابلیت چکش‌خواری، معروف است. آهن با مقادیر بالای نیکل آلیاژ می‌شود تا محصول عملیات حرارتی شده بسیار ویژه‌ای تولید گردد. دیگر عناصر آلیاژی مهم عبارت‌اند از مولیبدن، آلومینیوم، مس و تیتانیم که برای ایجاد ترکیبات بین‌فلزی افزوده می‌شود. کبالت حدود ۱۲درصد برای افزایش سرعت واکنش رسوب‌سختی و نیز یکنواختی و افزایش میزان رسوبات اضافه می‌شود. فولاد مارایجینگ ذاتاً فاقد کربن می‌باشد و این خصیصه‌ای است که آن را از سایر فولادها متمایز می‌سازد. . ماراجینگ به معنای پیرسازی مارتنزیتی می باشد. نتیجه این موارد محصولی است شرایط زیر را داراست:
- استحکام و تقطیر پذیری اعداد تواندار بر  بالا
- قابلیت ماشینکاری آسان با کمترین اعوجاج
- تغییر ابعاد یکنواخت در حین عملیات حرارتی
- نیتریدایز آسان
- مقاومت به خوردگی و انتشار ترک
- قابلیت پلیش عالی

این فولاد جزء کلاس فولاد کم‌کربن با استحکام فوق بالا دسته‌بندی می‌شود که استحکام آن‌ها به‌دلیل کربن نیست بلکه به‌دلیل رسوب ترکیبات بین‌فلزی می‌باشد.
ایده توسعه این آلیاژها از فولادی با ۲۵-۲۰درصد نیکل که مقادیر اندکی آلومینیم، تیتانیم و نایوبیم داشت ایجاد شد. نمونه شناخته شده این آلیاژ که گرید زنگ‌نزن نمی‌باشد دارای ۱۹درصد نیکل، ۱۲-۸درصد کبالت، ۵-۳درصد مولیبدن و ۶/۱-۲/۰درصد تیتانیم است. گرید زنگ‌نزن وابسته به عنصر کروم می‌باشد البته نه تنها به دلیل جلوگیری از زنگ زدن بلکه به‌دلیل تقویت قابلیت سختی‌پذیری آلیاژ که با وجود نیکل کاهش یافته‌است. این مورد تغییر فاز به مارتنزیت را در حین عملیات حرارتی تسهیل می‌کند. برخلاف آلیاژهای پرکروم که مارتنزیتی هستند، آلیاژهای با درصد نیکل بالا دارای ساختار اوستنیتی بوده و توانایی استحاله مازتنزیتی در آن‌ها وجود ندارد.

## خواص و ویژگی‌های آلیاژ
- بهترین ترکیب ممکن از استحکام تسلیم و استحکام کششی فوق بالا بهمراه چکش‌خواری و چقرمگی بالا در بین آلیاژهای آهنی موجود.
- توانایی حفظ استحکام تا حداقل ۳۵۰ درجه سانتیگراد
- به‌دلیل دارابودن مارتنزیت کم‌کربن، دارای ساختار انعطاف‌پذیر می‌باشد. این آلیاژ پیش از عملیات پیرسازی می‌تواند ۹۰-۸۰درصد تغییر شکل توسط نورد سرد را بدون ایجاد ترک تحمل کند (تغییر شکل نیز به همین ترتیب ممکن است).
- قابلیت ماشینکاری پیش از عملیات پیرسازی. تغییر ابعاد بسیار کم پس از عملیات پیرسازی
- قطعات دارای سختی یکنواخت در تمام سطح مقطع می‌باشند که دلیل قابلیت سختی‌پذیری بالای آلیاژ می‌باشد.
- به‌دلیل سیکل عملیات حرارتی نسبتاً ساده، کمترین اعوجاج در قطعه ایجاد می‌شود.
- قابلیت جوشکاری خوب. خواص منطقه جوش (HAZ) با عملیات حرارتی پس از جوشکاری قابل بازگشت است.
- به‌دلیل شکل‌گیری مارتنزیت انعطاف‌پذیر FeNi در حین انجماد، ترک شکل نمی‌گیرد یا قابل اغماض است.
- قابلیت سختی سطحی توسط نیتروره کردن را داراست.
- کربن پایین، که در نتیجه آن مشکل دکربوره شده سایر فولادها در آن دیده نمی‌شود.
- مقاومت به خوردگی، خوردگی تنشی و تردی هیدروژنی از ویژگی‌های این آلیاژ می‌باشد.
- قابلیت حفاظت توسط پوشش کادمیم یا فسفاته‌کردن.

## سیکل عملیات حرارتی
آلیاژ ابتدا در دمای ۸۲۰درجه سانتیگراد بمدت ۳۰-۱۵ دقیقه برای مقاطع نازک و یک ساعت به ازای هر ۲۵میلیمتر برای مقاطع بزرگ‌تر، آنیل می‌شود تا ساختار کاملاً اوستنیتی ایجاد گردد. سپس آلیاژ تا دمای محیط در هوا خنک می‌شود تا ساختار مارتنزیتی آهن‌ـ‌نیکل شکل گیرد. در ادامه عملیات حرارتی ثانویه پیرسازی روی آلیاژ انجام می‌شود. سیکل عملیات پیرسازی برای آلیاژهای متداول تجاری ۳ساعت در دمای ۵۰۰-۴۸۰ می‌باشد تا پراکندگی یکنواختی از ترکیب بین‌فلزی Ni۳(X،Y) در طول نابجاییهای حاصل از تشکیل مارتنزیت ایجاد شود که در این ترکیب، X و Y عناصر محلول هستند که به منظور ایجاد رسوبات اضافه شده‌اند که از جملهٔ آن‌ها می‌توان به مولیبدن، تیتانیم، آلومینیم، مس، سیلیسیم و... اشاره کرد. ترکیبات جدیدتر فولادهای مارایجینگ ترکیبات استوکیومتری بین‌فلزی و همچنین روابط کریستالوگرافی دیگری را بین تیغه‌های مارتنزیت نشان داده‌است که شامل شبکه رومبوهدرال و کمپلکس بزرگ Ni۵۰(X،Y،Z)۵۰ می‌شود.
```
Overaging  موجب کاهش خواص 
آلیاژ
 خواهد شد. در این فرایند 
رسوبات همبسته
 و 
شبه‌پایدار
 در جهت کاهش انرژی حل شده و به یکدیگر می‌پیوندند. به عبارت دیگر رسوبات کوچک‌تر حل شده و به سمت روسوبات بزرگ‌تر 
نفوذ
 می‌کنند. در نهایت در ساختار 
رسوبات نیمه‌همبسته
 با ترکیب Fe
۲
Ni/Fe
۲
Mo ایجاد خواهد شد.
```

عملیات حرارتی بیش از حد موجب حذف مارتنزیت از ساختار و تبدیل آن به اوستنیت می‌شود.

## کاربرد
استحکام و چکشخواری فولاد مارایجینگ پیش از عملیات پیرسازی این امکان را می‌دهد که به پوسته‌های نازک تغییر شکل داده شود که آن را برای استفاده در پوستهٔ راکت و موشک مناسب می‌سازد. در صورت استفاده از این آلیاژ به جای سایر فولادها در راکت و موشک، به‌دلیل نسبت استحکام به وزن بالای این آلیاژ، وزن محصول کاهش قابل توجهی خواهد داشت. فولادهای مارایجینگ دارای خواص میکروساختاری بسیار پایداری می‌باشند و در صورت  Overaging  به دلیل دمای کاری بالا، بکندی نرم می‌شوند. این آلیاژها در شرایط دمایی مناسب خواص خود را کاملاً حفظ کرده و در دمای کاری بالای ۴۰۰ بیشترین عمر سرویس را داراست. این آلیاژها بیشتر برای قطعات داخلی موتورها مورد استفاده قرار می‌گیرند که از این جمله می‌توان به میل‌لنگ و دنده‌ها که در شرایط گرم کار می‌کنند، اشاره کرد. سوزن آتش اسلحه‌های اتوماتیک که دارای سیکل گرم و سرد شدن کوتاه و نسبتاً سریع، هم‌زمان با اعمال نیرو و ضربه می‌باشند از دیگر مواردی است که استفاده از این آلیاژ مناسب است. انبساط یکنواخت و ماشینکاری آسان پیش از پیرسازی، این فولادها را برای کاربرد در قسمت‌هایی که مقاومت به سایش نیاز دارند بخصوص در خطوط تولید مانند قالبهای تولید، مناسب می‌سازد. سایر فولادهای با استحکام فوق بالا مانند خانواده ©Aermet به‌دلیل حضور ذرات کاربید تا این حد قابلیت پروسس ندارند.
فولادهای مارایجبنگ بیش از پیش در ورزش ظاهر شده‌اند. در ورزش شمشیربازی، شمشیرهای مورد استفاده در مسابقاتی که تحت حمایت فدراسیون جهانی شمشیربازی برگزار می‌شوند، اغلب از فولاد مارایجینگ ساخته می‌شوند. اشاعه ترک در این آلیاژ ۱۰ برابر کندتر از فولادهای کربنی می‌باشد در نتیجه تیغه‌های شکسته کاهش یافته و صدمات کمتر می‌شود. شرکت‌های دوچرخه‌سازی در آمریکا و انگلستان، اخیراً لوله‌های مارایجینگ جدیدی برای ساخت بدنه دوچرخه تولید نموده‌اند. فولاد مارایجینگ زنگ‌نزن در چوب گلف نیز مورد استفاده قرار می‌گیرد.
ابزار جراحی و سرنگهای زیرپوستی از دیگر موارد مصرف فولاد مارایجینگ زنگ‌نزن می‌باشند. البته این فولادها برای استفاده در چاقوی جراحی مناسب نیستند زیرا به‌دلیل نبود کربن، قابلیت حفظ لبهٔ تیز در آن‌ها وجود ندارد.
همچنین فولاد مارایجینگ از جمله موادی است که در ساخت سانتریفیوژ برای فراوری اورانیم به‌دلیل استحکام فوق بالا و یکنواختی خواص، مورد استفاده قرار می‌گیرد. تعداد اندکی از مواد وجود دارند که می‌توانند برای این منظور مورد استفاده قرار گیرند.
با توجه به پایداری نسبی ابعاد فولاد مارایجینگ در حین عملیات حرارتی، این آلیاژ برای استفاده در قطعات الکترومکانیکی که به استحکام بالا نیاز دارند، مناسب می‌باشد.
سایر کاربردهای این آلیاژ بسیار خاص و ویژه می‌باشد.

## خواص فیزیکی
- اچانت فولاد ماراجینگ به شرح زیر می باشد:

| ماده            | مقدار |
| --------------- | ----- |
| آب              | 50ml  |
| اتیل الکل       | 50ml  |
| متیل الکل       | 50ml  |
| هیدروکلریک اسید | 50ml  |
| کلرید مس (ll)   | 1g    |
| کلرید آهن (lll) | 2.5g  |
| نیتریک اسید     | 2.5ml |

- دانسیته: ۸٫۱ g/cm³ (۰٫۲۹ lb/in³)
- گرمای ویژه، برای  ۱۰۰-۰درجه سانتیگراد (۲۱۲-۳۲درجه فارنهایت) :۸۱۳ J/(kg·K) (۰٫۱۰۸ Btu/(lb·°F))
- دمای ذوب:   ۲۵۷۵ °F, ۱۴۱۳ °C, ۱۶۸۶ K
- ضریب رسانش حرارتی:	 ۲۵٫۵ W/(m·K)
- ضریب انبساط حرارتی:	۱۱٫۳×۱۰−۶
- تنش تسلیم: 	 ۱۴۰۰-۲۱۰۰ MPa  (۲۰۰٬۰۰۰-۳۰۰٬۰۰۰ PSI)
- استحکام کششی (UTS):۱۶۰۰-۲۵۰۰ MPa  (۲۳۰٬۰۰۰-۳۶۰٬۰۰۰ PSI). Grades exist up to ۳٫۵ GPa (۵۰۰٬۰۰۰ PSI)
- تغییر شکل در نقطه شکست:	up to ۱۵٪
- چقرمگی شکست (KIC):	up to ۱۷۵MPam½
- مدول یانگ(E):	 ۱۹۵ GPa
- مدول لغزش:	 ۷۷ GPa
- مدول حجم:        ۱۴۰ GPa

### [منابع برای] مطالعه بیشتر
- Key To Steel